# Silikonhartsfärg
Silikonhartsfärg är en typ av latexfärg, avsedd för utvändig målning av puts och andra porösa mineraliska material. Bindemedlet består av silikonharts, som har impregnerande och vattenavvisande egenskaper, i kombination med akrylat som gör att färgfilmen blir hållbar.